# Miss Judaea 1929

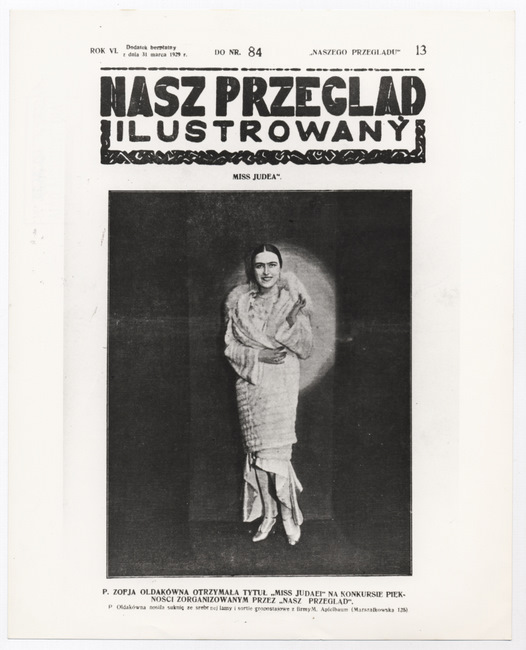
Zofja Ołdak, Miss Judaea 1929

Miss Judaea 1929 est un  concours de beauté organisé par le journal juif de Varsovie Nasz Przegląd. Cet événement, dont ce sera la seule édition, suscite un engouement important au sein de la communauté juive polonaise ainsi que d'importants débats qui révèlent les lignes de fractures parcourant cette communauté. La presse juive se fait abondamment l'écho de l'élection et des polémiques qu'elle suscite.

## Contexte
Les années 1920 sont marquées par le succès des concours de beauté, des compétitions qui contribuent à renforcer le sentiment national. De nombreux pays organisent leur premier concours au cours de cette décennie. Le concours Miss Europe lancé en 1927 voit la participation de 18 pays en 1929. Le premier Miss Pologne a aussi lieu en 1929, peu avant Miss Judaea.
Trois millions de Juifs vivent en Pologne à cette même époque. Cette population est traversée par un certain nombre de clivages religieux, politiques et linguistiques. Ceci trouve sa traduction dans la diversité de la presse juive de l'époque. Varsovie compte, en 1929, onze journaux en yiddish et deux en polonais pour une population de 350 000 Juifs. Nasz Przegląd, l'un des deux journaux publiés en polonais, dispose d'un lectorat important, avec une diffusion de 20 000 à 50 000 exemplaires quotidiens. C'est, à la fin des années 1920, le plus important quotidien juif de Pologne. Il s’adresse principalement à une intelligentsia  sécularisée, acculturée et urbanisée. Il affiche un sionisme modéré.
Nasz Przegląd estime que les concours de beauté européens, et notamment Miss Pologne mettent en valeur des canons de beauté, cheveux blonds, teint clair, yeux bleus, ne correspondant pas à la « beauté juive ». En cette période marquée par l'influence de la typologie raciale et du nationalisme, le journal souhaite inverser les stéréotypes sur le physique des Juifs pour en présenter une image positive. Il veut définir un « type racial juif », contribuant par cela à créer un canon d'auto-identification d'essence nationale. En organisant Miss Judea, le journal entend intégrer les Juifs à la vie culturelle européenne, mettant ainsi fin à l'image d'une minorité conservatrice et insulaire. L'objectif est de montrer que les Juifs forment une nation « comme les autres », une manifestation de l'idéal sioniste de Nasz Przegląd.
La presse yiddish est hostile au concours. Elle considère qu'il s'agit d'une imitation des gentils et que c'est un assimilationisme superficiel contribuant à détruire l’authentique culture juive yiddish.

## Déroulement du concours

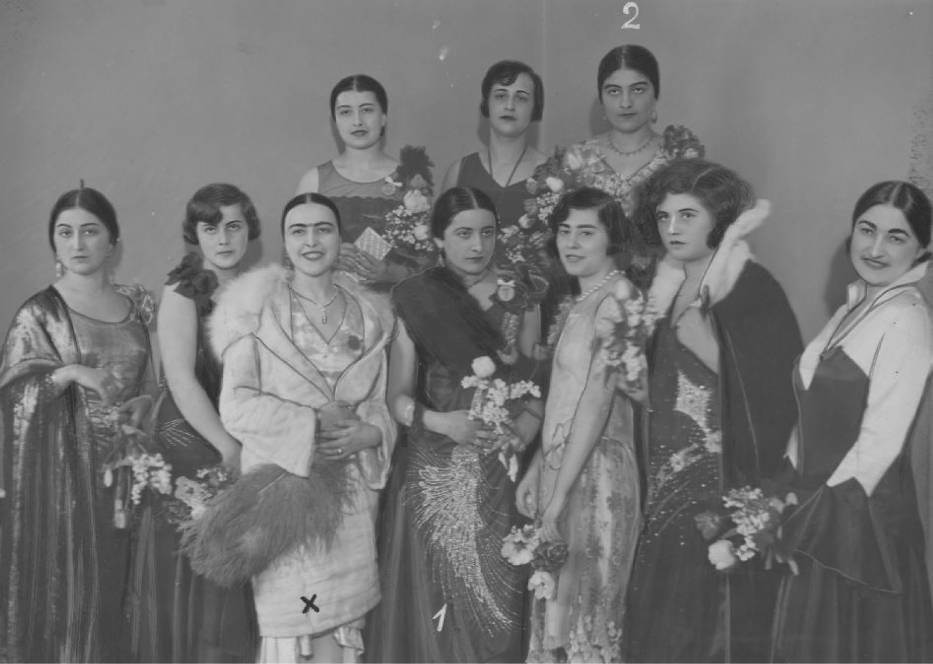
Les finalistes de Miss Judaea. La gagnante, Zofja Ołdak, est signalée par une croix, ainsi que ses deux dauphines, 1 et 2.

Le concours est lancé par Nasz Przegląd le 3 février 1929. Des centaines de jeunes femmes juives polonaises envoient trois photos, en pied, de trois quarts et de profil, au journal. Les participantes doivent avoir au moins 16 ans, ne pas être mariées, vivre en Pologne et avoir « une réputation sans tache ». Le journal sélectionne 131 candidates et publie trois à six clichés des jeunes femmes par jour, à partir du 10 février. Les lecteurs sont invités à effectuer leur sélection en soumettant leur liste de 10 candidates. Le journal reçoit 20 015 listes, ce qui témoigne de l'engouement de son lectorat pour l’événement.
Parallèlement, le journal invite dans ses colonnes des artistes qui sont chargés de définir la « beauté juive ». Le peintre Adam Herszaft souligne que les femmes juives ont un type spécial de beauté caractérisé par « un teint olive, une face longiligne, des yeux noirs, des sourcils hauts, de petites narines et des lèvres avec une ligne ondulée » Le docteur Henryk Zamenhof insiste sur le nez « le bijou ornant et donnant forme à l'ensemble du visage de la femme juive  ». Les yeux sont particulièrement cités par les personnalités invitées à s'exprimer dans les colonnes du journal. Des « yeux tristes » censés être le reflet des persécutions subies par les Juifs. Certains artistes évoquent explicitement un « type sépharade » supposé plus pur que celui des ashkénazes censé être plus mélangé. Certaines candidates s'inquiètent de ne pas répondre à ces canons de la beauté juive ainsi définis. La finaliste Roma Gliksman, qui a des cheveux blonds et des yeux bleus, exprime ses inquiétudes dans les pages du journal : « cela m'attriste que l'on me perçoive comme étant de type aryen, je me perçois avant tout comme une femme juive ». Elle exprime le souhait de trouver un mari de « type sémitique » afin que son « aspect non juif soit réhabilité aux yeux du monde ». Cette préférence du journal pour un certain type de beauté « oriental » est aussi explicitée par la réponse enthousiaste faite au courrier d'une candidate potentielle née à Constantinople d'une mère sépharade et d'un père ashkénaze. Il lui est répondu que « le mélange de caractéristiques sépharades et ashkénazes représente une synthèse physiologico-raciale des valeurs des Juifs sépharades avec l'intellect et la culture des Juifs ashkénazes ».  
Les dix candidates finalistes choisies par les lecteurs sont invitées à un gala à l’hôtel Polonia de Varsovie le 28 mars. Un jury de douze personnalités juives, journalistes, artistes, écrivains, historiens doit couronner la gagnante,. Outre des journalistes de Nasz Przegląd, y siègent le peintre Adam Herszaft, le sculpteur Abraham Ostrzega, l'écrivain Zusman Segalovitch ou encore l'historien Ignacy Schiper qui préside le jury. Les candidates, vêtues d'une robe de soirée, défilent par ordre alphabétique devant le jury. Chacune dispose d'une minute pour convaincre les jurés. Le choix du jury est inattendu puisqu'ils couronnent Zofja Ołdak, 20 ans, qui n'avait été classée que 6e par les lecteurs de Nasz Przegląd. Elle recueille neuf des douze votes. Liza Harkawi, qui avait été placée à la première place par les lecteurs est première dauphine tandis que Marja Łobzowska est seconde dauphine.

## Suites

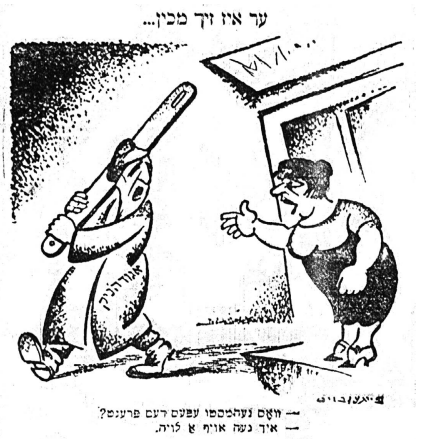
Caricature publiée dans le journal en yiddish Haynt, sur les violences lors des funérailles du rabbin Yeshaye Rozenboym « Où vas tu avec ce bâton ? » - « À un enterrement »

Le lendemain de son élection, une réception est organisée en l'honneur de Zofja Ołdak au domicile du dirigeant sioniste et parlementaire Yitzhak Gruenbaum, qui sera ultérieurement l'un des signataires de la déclaration d'indépendance d'Israël. Une foule se rassemble devant la demeure et réclame la Miss. Elle est acclamée aux cris de « longue vie Miss Judaea », « longue vie à la nation juive [...] ».
Ołdak est aussi invitée à un dîner de gala de la Kehillah, l'institution regroupant les différents partis politiques représentant les juifs de Varsovie. Son président, Hershl Farbstein, membre du parti sioniste religieux Mizrahi, porte un toast en son honneur. Il lui récite des passages du cantique des cantiques un livre de la Bible constitué d'une suite de poèmes et de chants d'amour alternés entre une femme et un homme. Ses opposants politiques du parti orthodoxe Agoudat Israel le prennent vivement à partie pour avoir récité ce texte sacré en l’honneur d'une gagnante d'un concours de beauté. Ils s'attaquent à lui dans leur journal Der yid et organisent des manifestations d'étudiants de yechivas contre Miss Judaea, des rassemblements auxquels s'opposent des contre-manifestants favorables à la Miss.  
Deux semaines plus tard,  Hershl Farbstein, le président de la Kehillah, assiste au cimetière de la rue Gensha à l'enterrement de Rabbi Yeshaye Rozenboym, un dirigeant d'Agoudat Israel, des funérailles auxquelles plusieurs milliers de personnes assistent. Il doit prononcer son eulogie mais se fait huer par des membres d'Agoudat Israel tandis que ses sympathisants scandent « Miss Judea ». Des coups sont échangés, l'estrade sur laquelle se tiennent les personnalités est démolie et les morceaux de bois utilisés comme armes improvisées.

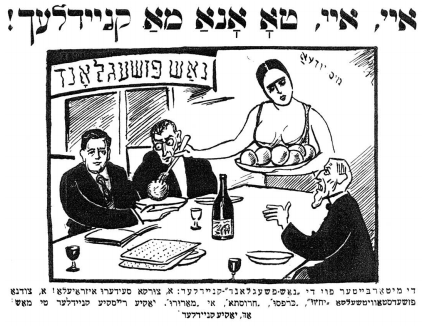
Caricature représentant Miss Judaea dans le contexte du séder de Pessa'h. La légende indique : « Ay ! Ay ! regarde moi ces kneydlekh [boulettes de pain azyme] ».

L’affaire fait les choux gras des humoristes juifs. Les échauffourées ayant eu lieu peu avant la Pâque juive, quatre haggadas de Pessah parodiques sont publiées sur l'élection de  Zofja Ołdak et les conflits que ceci a généré au sein de la Kehillah. Le satiriste Yosef Tunkel joue sa Haggadah de Miss Judaea dans la salle du syndicat des écrivains juifs de Varsovie. La troupe de cabaret yiddish Sambatyen crée une opérette parodique sur l'affaire. De nombreuses caricatures sont publiées sur le thème, représentant souvent Zofja Ołdak avec un monosourcil. Si la majorité des commentateurs perçoivent l'affaire Miss Judaea comme une source d'embarras pour la communauté juive locale, Shmuel Yatskan, le fondateur de Haynt, le plus important journal en yiddish interprète lui l'affaire, par son caractère dérisoire, comme un dérivatif bienvenu pour une communauté juive aux prises avec un contexte social et économique difficile.  
Quelques mois plus tard, la Pologne est victime de la crise économique de 1929 et Miss Judaea disparaît du débat public. Sa vie ultérieure n'est pas connue. D'après l'une de ses cousines, elle aurait soit émigré en Australie, soit péri à Treblinka pendant la Shoah.